# Sabich
Le sabich, ou sabih (en hébreu : סביח [saˈbiχ]) est un sandwich irakien, composé de pain pita farci aux aubergines sautées et aux œufs durs. La consommation de ce sandwich en Israël découlerait d'une tradition parmi les juifs irakiens d'en manger le matin du sabbat.

## Étymologie
Selon une théorie, le mot sabich vient du mot arabe صباح (sabah), qui signifie « matin », car les ingrédients du sabich sont typiques d’un petit déjeuner juif irakien.

## Ingrédients
Le sabich servi dans du pain pita contient traditionnellement  des aubergines sautées, des œufs durs, de la sauce tahini (tahini, jus de citron et ail), du houmous, de la salade israélienne, du persil et de l’amba. Certaines versions utilisent des pommes de terre bouillies. Usuellement, il est fait avec des œufs cuits lentement dans du tcholent jusqu'à brunissement. Parfois, il est aspergé de sauce zkhoug et on y parsème de l'oignon haché.

## Histoire
Le sabich a été apporté en Israël par les juifs irakiens qui s’y sont installés dans les années 1940 et 1950. Le jour du sabbat, comme la cuisson est interdite, les juifs irakiens mangeaient un repas froid précuit avec des aubergines sautées, des pommes de terre bouillies et des œufs durs. En Israël, ces ingrédients ont été farcis dans un pain pita et vendus en restauration rapide. Dans les années 1950 et 1960, les vendeurs ont commencé à vendre le sandwich dans des échoppes en plein air. Il existe une version rurale appelée salade sabich.